# Hervormde kerk (Siegerswoude)
De hervormde kerk van Siegerswoude is een voormalig kerkgebouw in de Friese gemeente Opsterland. Het gebouw werd voor diensten gebruikt door de protestantse gemeente 'It Keningsfjild'.

## Beschrijving
De huidige hervormde kerk is de derde op deze plaats.

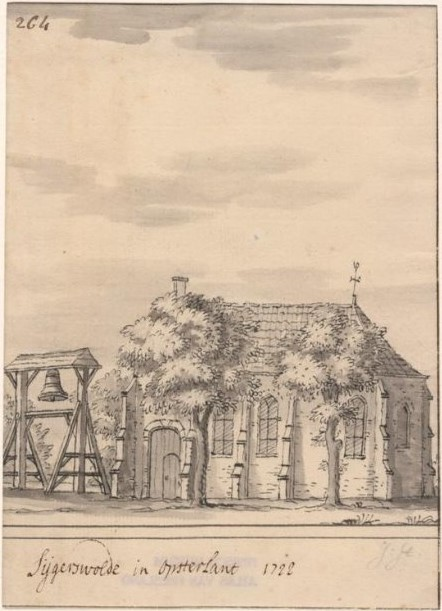
Tekening van de middeleeuwse kerk van Siegerswoude uit 1722 van Jacobus Stellingwerff. Er zijn plannen opgevat om wederom een klokkenstoel op de begraafplaats te realiseren, overeenkomstig deze tekening.

### Middeleeuwse kerk
De eerste kerk van Siegerswoude was gewijd aan Jakobus de Meerdere en stond op de begraafplaats van Siegerswoude aan de Beakendyk, zo'n 300 m zuidelijker dan de huidige kerk. Het gebouw stond hiermee enigszins uit het gelid, vergeleken met de bebouwing van Siegerswoude aan de Binnenwei. De kerk zou uit de eerste helft van de 13e eeuw stammen, al wordt de kerk op basis van hergebruikte kloostermoppen ook wel op eind 15e of begin 16e eeuw gedateerd. Een prent van Jacobus Stellingwerff uit 1722 toont een torenloze kerk van vier traveeën met rondboogvensters, gescheiden door steunberen. De deur wordt aan de zuidkant weergegeven. In zijn Aardrijkskundig Woordenboek der Nederlanden schrijft Van der Aa over het gebouw: "De kerk vóór de Reformatie aan den H. Jacobus toegewijd, is een onaanzienlijk gebouw, zonder toren of orgel." Foto's van rond 1900 tonen een wat langere kerk, nog twee steunberen, een deur aan de westkant en een halfronde koorsluiting. De kerk verkeerde in zo'n slechte staat van onderhoud dat er volgens de verhalen niet genoeg emmers, potten en pannen voorhanden waren om het doorsijpelende water op te vangen. Bovendien was er niet genoeg geld om over te gaan tot restauratie. In 1909 werd de kerk daarom afgebroken en op de fundamenten werd een heg geplant om zo de contouren van de kerk zichtbaar te maken. Binnen deze heg werd een zogenoemde levensboom geplant en verrees een baarhuisje met boven de ingang een ingemetselde steen waarop het jaartal 1914 wordt vermeld, opgetrokken uit kloostermoppen van de vroegere kerk.

### Tweede kerk
In 1910 werd een vervanger gebouwd, nu direct aan de Binnenwei. Deze kerk brandde af in 1941.

### Huidige kerk
Eveneens aan de Binnenwei werd in 1949 een kleine, eenvoudige en torenloze zaalkerk met rondboogvensters gebouwd naar het ontwerp van Jo Vegter. In 2018 werd het kerkgebouw afgestoten door de protestantse gemeente It Keningsfjild, aangezien het niet meer rendabel was om drie gebouwen te onderhouden.

## Begraafplaats

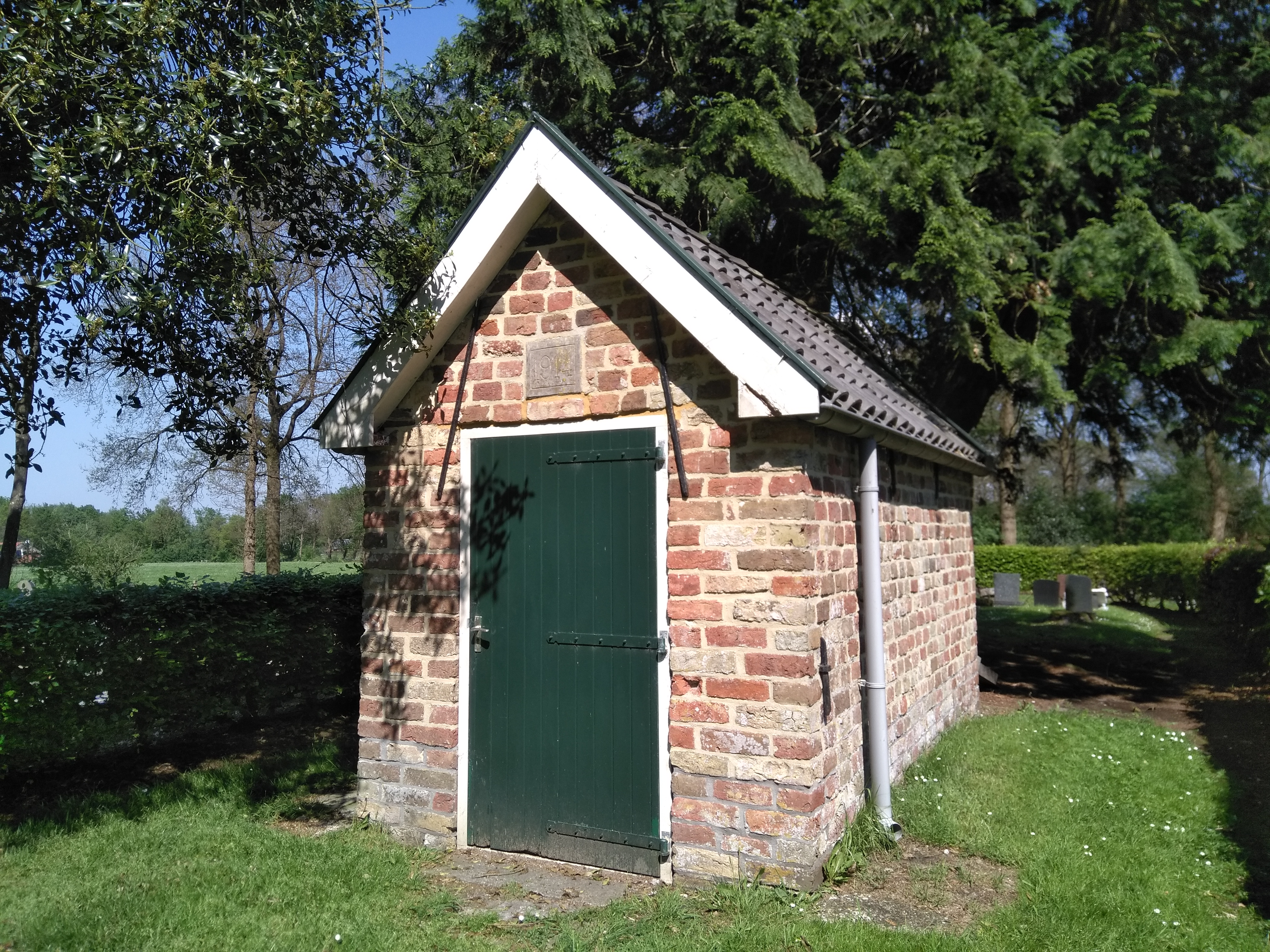
Baarhuisje op het kerkhof van Siegerswoude, gebouwd met stenen van de middeleeuwse kerk.

Een paar honderd meter achter de kerk ligt de eeuwenoude begraafplaats van Siegerswoude welke toegankelijk is via de zogenoemde Lykleane. Het betreft een verhoogd kerkhof waar in 2012 een tiental stoofkuilen zijn gevonden uit de middensteentijd (10.000 tot 5.000 jaar voor Christus). De kuilen van ongeveer 60 centimeter diep werden door jagers en verzamelaars gebruikt om voedsel in te bereiden. In een van de kuilen werden stenen aangetroffen die waarschijnlijk drie grote keien vormden die als verhittingselementen werden gebruikt. Daarnaast werden er ook vuurstenen werktuigen gevonden.
Op de eerdergenoemde prent van Stellingwerff uit 1722 is tevens een klokkenstoel te zien bij de kerk. Anno 2014 hebben de Plaatselijk Belangenverenigingen van Frieschepalen en Siegerswoude plannen opgevat om een klokkenstoel te realiseren op de begraafplaats.
De levensboom die geplant werd op de plaats van de middeleeuwse kerk dong in 2018 namens Friesland mee naar de titel "Boom van het Jaar". Winnaar van deze verkiezing werd echter de Anneville Eik in de middenberm van de A58.